# Espera
Espera est une ville d'Espagne, dans la province de Cadix en Andalousie.

## Géographie

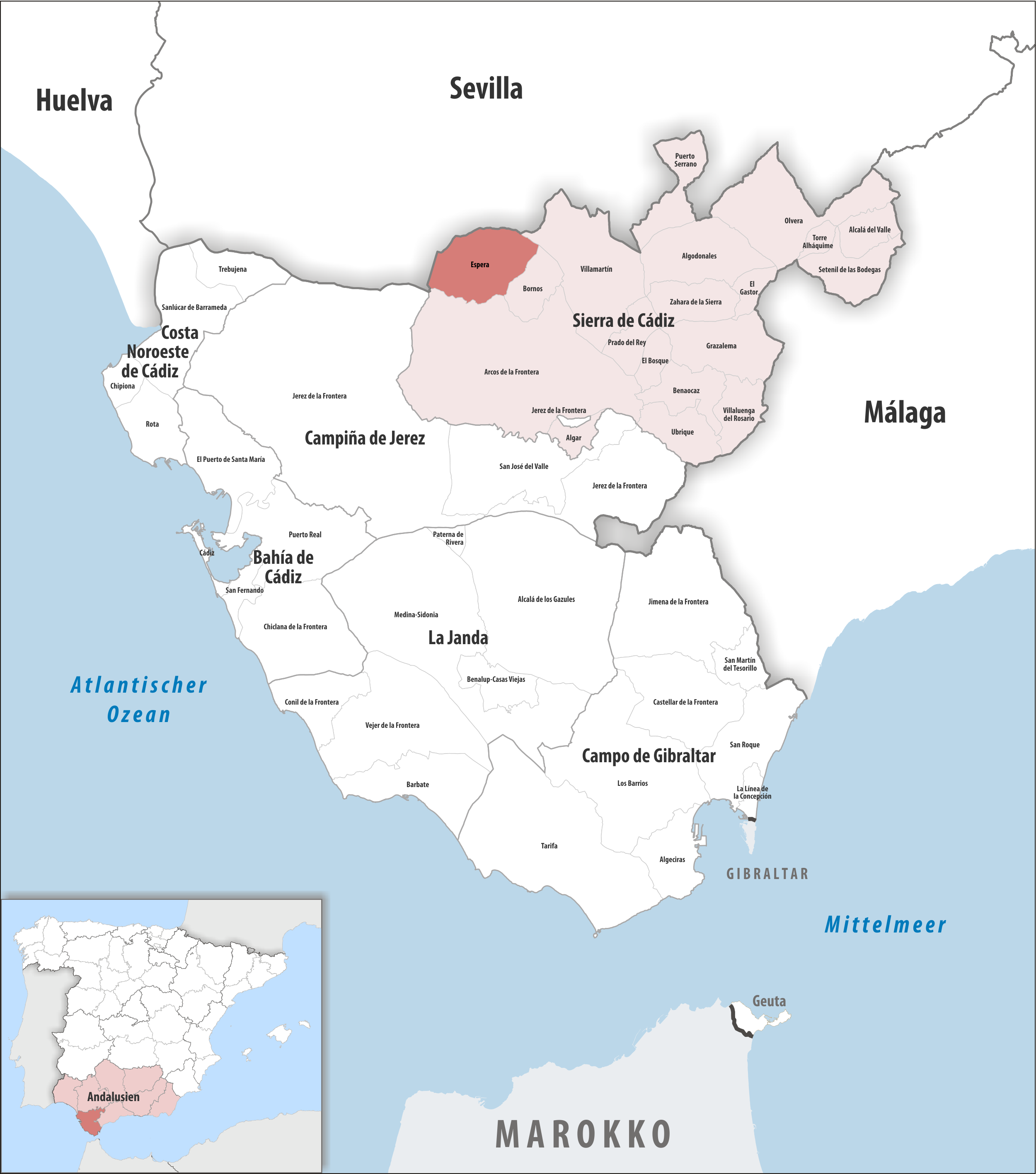
Espera dans la province de Cadix / en Andalousie

### Localisation
La commune d'Espera est dans le nord-ouest de la comarque Sierra de Cadix, dans le nord et en limite de la province de Cadix : elle jouxte la province de Séville.
Jerez de la Frontera à 44 km sud-ouest ;
Cadix à 73 km sud-ouest ;
Séville à 73 km au nord ;
Malaga est à 173 km à l'est ;
Algésiras à 136 km sud-sud-est ;
Gibraltar à 127 km sud-est.

## Histoire
Le grand site romain Carissa Aurelia (es) est à l'est de la ville, à cheval sur la commune et sur celle de Bornos,. 

Certains chercheurs comme Saavedra ou Sánchez Albornoz ont confondu le site archéologique Cerro de la Cava sur Arcos de la Frontera avec le site de Carissa Aurelia ou ses environs.